# Selkä-Lehtonen
Selkä-Lehtonen är en ö i Finland. Den ligger i sjön Suvasvesi och i kommunen Leppävirta i den ekonomiska regionen  Varkaus ekonomiska region  och landskapet Norra Savolax, i den centrala delen av landet, 300 km nordost om huvudstaden Helsingfors. Öns area är 5,2 hektar och dess största längd är 480 meter i sydöst-nordvästlig riktning.